# NGC 7520
NGC 7520 is een spiraalvormig sterrenstelsel in het sterrenbeeld Waterman. Het hemelobject werd in 1877 ontdekt door de Duitse astronoom Ernst Wilhelm Leberecht Tempel.

## Synoniemen
- IC 5290
- ESO 535-8
- MCG -4-54-14
- PGC 70705